# Bảo tàng Hổ phách ở Jarosławiec
Bảo tàng Hổ phách ở Jarosławiec (tiếng Ba Lan: Muzeum Bursztynu w Jarosławcu) là một bảo tàng tư nhân tọa lạc tại số 1 Phố Nadmorska, làng Jarosławiec, huyện Sławieński, tỉnh  Zachodniopomorskie, Ba Lan.

## Lịch sử hình thành
Bảo tàng Hổ phách ở Jarosławiec chính thức mở cửa đón công chúng vào năm 2014. Phương châm hoạt động của Bảo tàng là thu thập các bộ sưu tập và giới thiệu lịch sử hình thành hổ phách Baltic, thể vùi hổ phách và các tài liệu về trầm tích hổ phách ở Ba Lan và trên thế giới.

## Triển lãm
Các bộ sưu tập của Bảo tàng Hổ phách ở Jarosławiec hiện được trưng bày trong ba cuộc triển lãm thường trực:
- tái tạo rừng hổ phách: giới thiệu lịch sử hình thành hổ phách Baltic
- tái tạo mỏ hổ phách dưới lòng đất (trầm tích)
- phòng triển lãm hổ phách

Ngoài triển lãm thường trực, Bảo tàng còn tổ chức các cuộc triển lãm tạm thời về thủ công mỹ nghệ, chế biến hổ phách, và các chủ đề khác.
Vật triển lãm tiêu biểu trong bộ sưu tập của Bảo tàng là cục hổ phách lớn thứ hai ở Ba Lan, nặng 2906 gram, một số cục hổ phách khác nặng 1000 gram. Bảo tàng còn có tài liệu đầy đủ về mỏ hổ phách ở Możdżanowo, và các thứ khác.

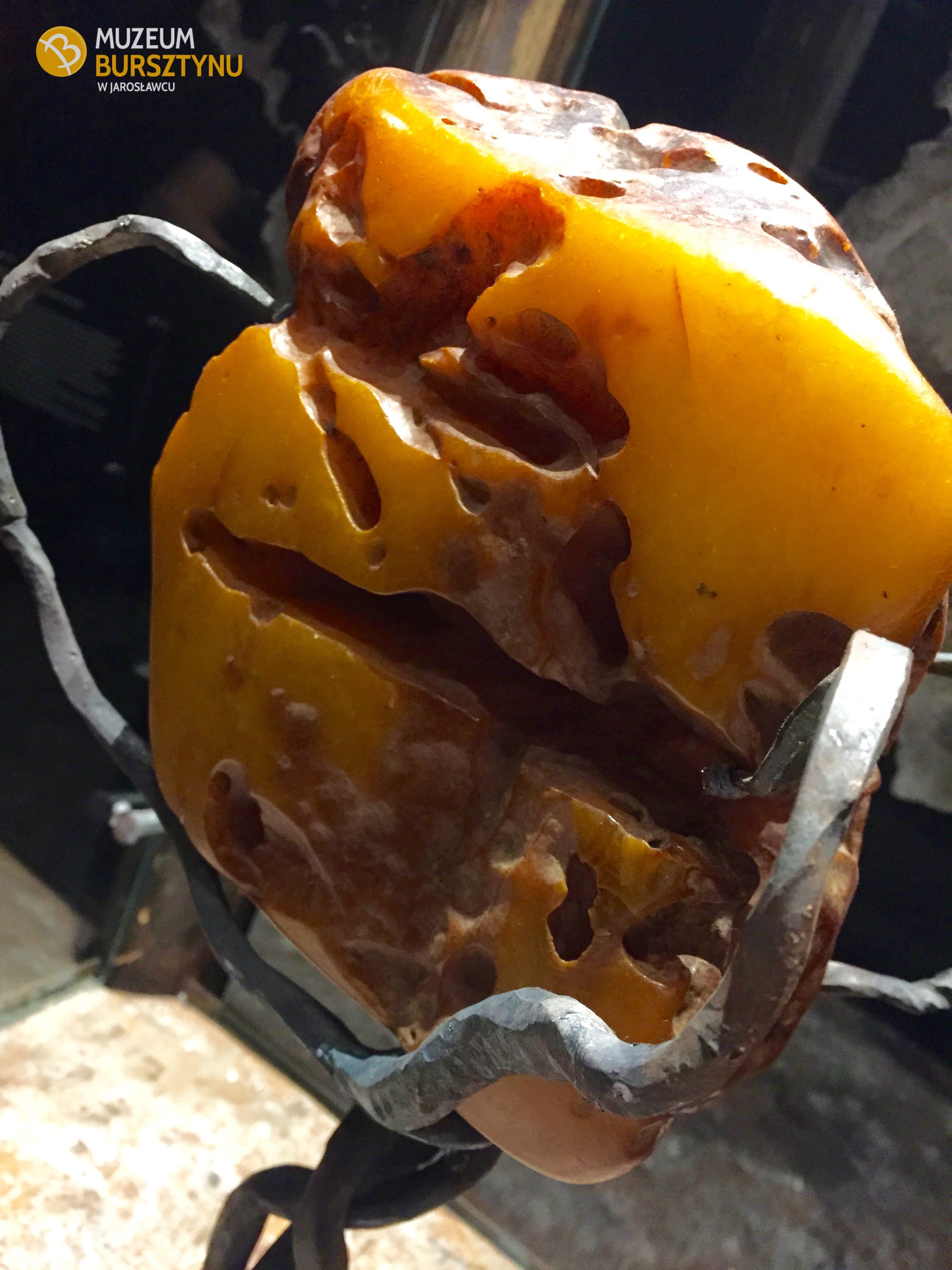
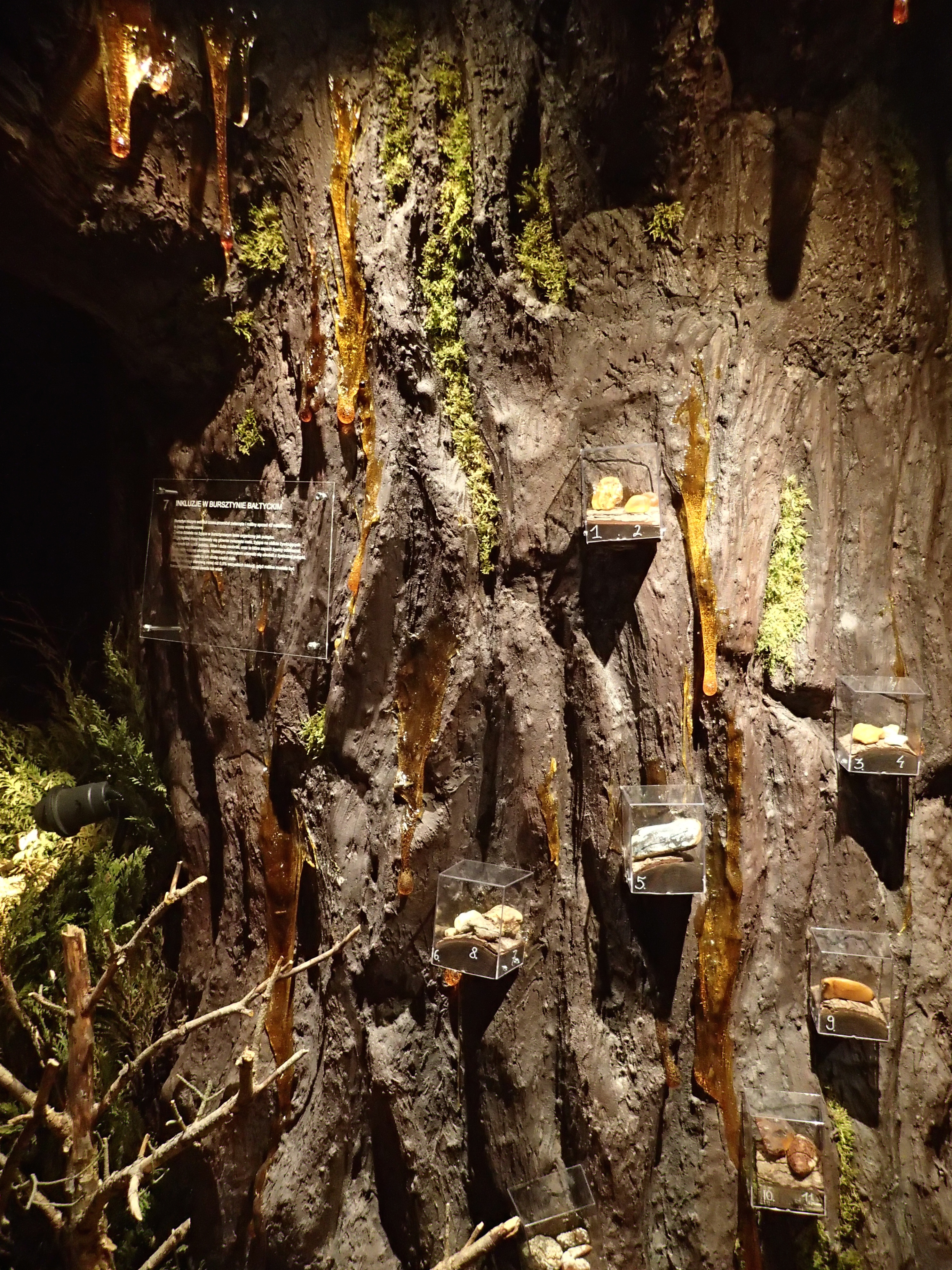
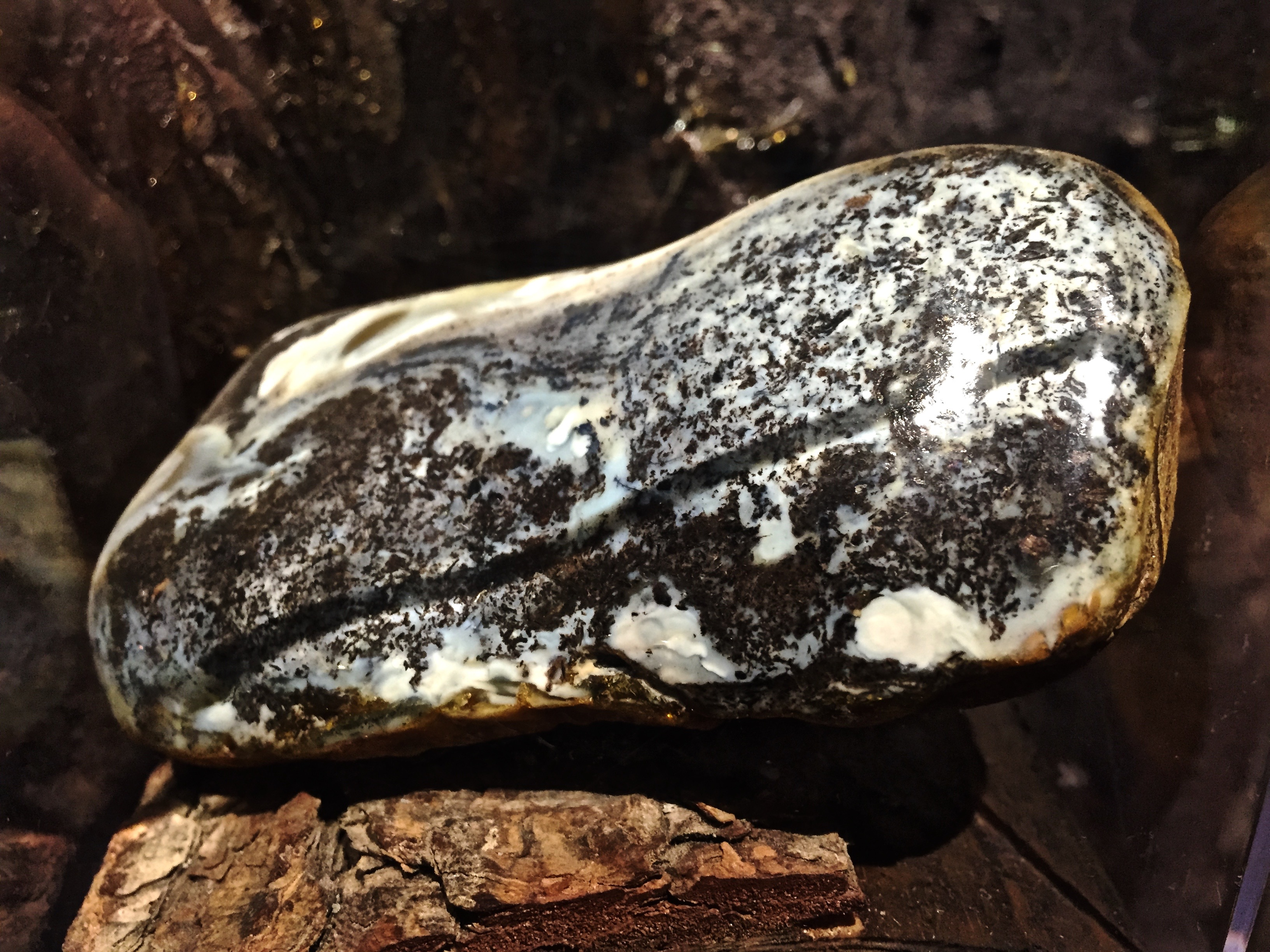
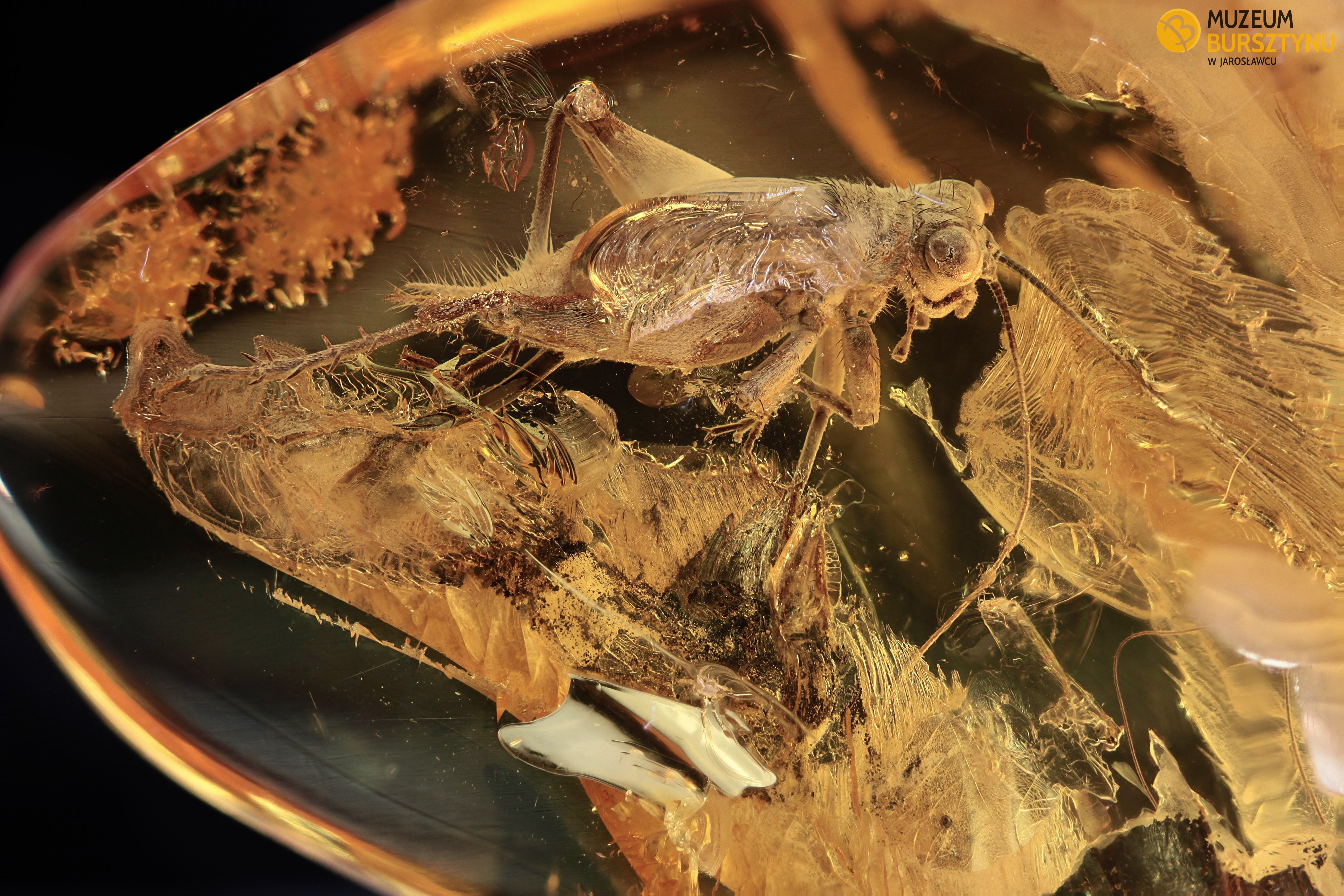